# Orthogonia plumbinotata
Orthogonia plumbinotata är en fjärilsart som beskrevs av George Francis Hampson 1908. Orthogonia plumbinotata ingår i släktet Orthogonia och familjen nattflyn. Inga underarter finns listade i Catalogue of Life.

## Bildgalleri

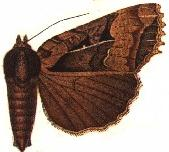